# 에이스 (밴드)
에이스(영어: Ace)는 영국의 록 밴드였다. 1970년대 성공했던 밴드로, 짧게 활동하였다. 멤버였던 폴 캐랙은 마이크 + 더 메카닉스의 리드 보컬이자 솔로로 활동하게 되었다. 노래 "How Long"은 히트쳤으며, 1974년 영국 탑 20 싱글에 들었었다.